# Computervermittelte Kommunikation
Bei computervermittelter Kommunikation nutzen Menschen Rechner zum Aufbau einer Datenverbindung sowie zum Austausch von Nachrichten und/oder weiteren Mitteilungen. Die Rechner sind bei dieser Form sozialer Beziehung als digitale Medien durch Internet (Internetkommunikation, Online-Kommunikation) oder Intranet vernetzt und werden zur Kommunikation verwendet. Daher ist auch von netzbasierter Kommunikation die Rede.

## Geschichte
Kommunikationsmedien gibt es von den Anfängen der Entwicklung der Menschheit an (siehe Mediengeschichte). In den 1940er Jahren wurden in der Zeit des Nationalsozialismus und in den USA die ersten Computer entwickelt. In den Jahren von 1960 bis 1970 fand in den USA die Entwicklung des Arpanet statt, siehe Geschichte des Internets. In diese Zeit werden auch die Anfänge der computervermittelten Kommunikation datiert.

## Begriffsdefinition und Merkmale
Es erweist sich als relativ schwierig, den Begriff computervermittelte Kommunikation (CVK) zu definieren, da sich sehr viele sich weiterentwickelnde Formen ausgeprägt haben.
Nach Trepte und Reinecke (2013) ist computervermittelte Kommunikation ein interaktiver Prozess des Erstellens, Austauschens und Empfangens von Informationen mithilfe von Computern, der zwischen zwei oder mehreren Personen stattfindet.
Jan Pelz (1995) sieht die computervermittelte Kommunikation als einen Oberbegriff für unterschiedliche Anwendungsformen der elektronischen Übermittlung, Speicherung und des Abrufs von elektronischen Nachrichten durch Menschen über miteinander vernetzte Computer. Benutzer senden Nachrichten zum Beispiel in Form einer E-Mail oder eines Newsgroup-Beitrags an ein Netzwerk mit verschiedenartigen Diensten (zum Beispiel Internet, Intranet). Abhängig vom Dienst sind die Nachrichten dann entweder für ein mehr oder weniger viele Empfänger verfügbar, oder sie werden nur an einen bestimmten Empfänger beziehungsweise an eine Gruppe von Empfängern weitergeleitet.
Joachim Höflich (1994) definiert die CVK folgend: „CVK erfolgt vorwiegend unter bislang Fremden, also mit Personen unter Personengruppen, zu denen bisher keine Sozialkontakte bestanden haben und womöglich auch nicht folgen werden (wenngleich dies jedoch nicht ausgeschlossen ist)“. Es wird hier versucht den Begriff anhand der häufig zugrunde liegenden Eigenschaften und Merkmale zu definieren. Es zeigt sich hier schon ein großer Unterschied zur direkten Kommunikation, nämlich die theoretisch unbegrenzte Anzahl von Benutzern. Bei den bisherigen Formen wie Brief, Telefon oder Fax konnte in der Regel immer nur ein Kommunikationspartner erreicht werden.
Falckenberg (1994) gibt ebenfalls eine Beschreibung durch Merkmale:
- Mehrere bis sehr viele Kommunikationspartner sind möglich.
- Kommunikation erfolgt unter bislang Fremden.
- Aufenthaltsort der Kommunikationspartner spielt keine Rolle.
- Die Kommunikation beschränkt sich fast immer auf einen Text.

Nachdem Gestik, Mimik und weitere Merkmale der direkten Kommunikation (englisch Face-to-Face Communication) fehlen, wird sie oft als eine defizitäre und emotionslose Kommunikationsform angesehen. Nicola Döring (1994), Professorin für Medienpsychologie und Medienkonzeption, sieht jedoch in ihr eine Ergänzung zu den bereits vorhandenen Medien, die ein sehr differenziertes Publikum anspricht. Auch Stegbauer (1990) sieht im Internet und dem E-Mail-Dienst ein Medium, das zum zwanglosen Kennenlernen von Computerinteressierten dient. Inzwischen dienen computervermittelte Kommunikationsformen wie Chat und E-Mail nicht mehr nur einem anonymen Kennenlernen, sondern ergänzen die bisherigen Kommunikationsformen einander aus direkter Begegnung bekannter Personen.
Weitere Merkmale sind die Unabhängigkeit von Zeit und Raumgrenzen, die nahezu grenzenlose Simulation von Identitäten und die einfache Dokumentierbarkeit der Kommunikation.

## Theorien
Im Folgenden wird eine Auswahl von Theorien nach Nicola Döring vorgestellt, die sich mit den Besonderheiten computervermittelter Kommunikation beschäftigen.

### Kanalreduktionstheorie
Die zentrale Aussage der Kanalreduktionstheorie ist, dass durch den Ausschluss von Sinneskanälen durch CMC (Computer-mediated communication) die Kommunikation entsinnlicht wird. Das Ersetzen der Sinneskanäle, die bei der Face-to-Face-Kommunikation verwendet werden, durch andere Kommunikationskanäle (z. B. das Internet), spielt aber auch eine große Rolle. Die Kommunikation kann z. B. durch E-Mail auch zeitversetzt, asynchron, stattfinden. Somit kann man auch von einer Entzeitlichung sprechen. Menschliche Emotionen können durch CMC nicht adäquat vermittelt werden. Deshalb ist die Face-to-Face-Kommunikation der CMC vorzuziehen. CMC ist laut der Kanalreduktionstheorie und wegen fehlender Sinneskanäle im Vergleich zu Face-to-Face-Kommunikation defizitär und unpersönlich. Bei diesem Ansatz wird die Face-to-Face-Kommunikation als Optimum angesehen. Daraus resultiert, dass die CMC nur als defizitäre Form der Kommunikation dient. Ein Kritikpunkt ist hierbei, dass die weiterentwickelten Technologien in der CMC neben der Face-to-Face-Kommunikation auch eine reichhaltige Interaktion ermöglichen.

### Filtertheorie
Die Filtertheorie thematisiert das Konzept der Kanalreduktion. Eine Verringerung der Kommunikationskanäle führt zu einem Informationsverlust, der die Wahrnehmung der Person verändert. Wichtige Bestandteile der Face-to-Face-Kommunikation, wie Mimik, Gestik oder die Betonungen von Äußerungen (z. B. Sarkasmus) können hier nicht vermittelt werden. Der Schwerpunkt der Filtertheorie bezieht sich darauf, dass die Person nichts über den psychosozialen Hintergrund des Kommunikationspartners weiß. Durch Anonymität und Pseudonymität kann ein sogenannter Nivellierungseffekt eintreten; es werden soziale Hemmungen, Kontrollen, Privilegien und Hürden abgebaut. Dies kann sowohl einen positiven Effekt, verstärkte Offenheit, Freundlichkeit etc., als auch einen negativen Effekt, verstärkte Feindlichkeit, Anomie etc., haben. Ein weiteres Negativ-Beispiel ist auch die Angst vor einer anschließender Face-to-Face-Kommunikation, bei der die vorher optimierte vermittelte Darstellung der eigenen Person nicht aufrechterhalten werden kann.
Ein solches pro- und antisoziales Verhalten kann durch jene Anonymität sichergestellt werden und diesbezügliche Handlungsspielräume eröffnen. Dieses antisoziale und deviante Verhalten wird als Flaming bezeichnet. Zusammenfassend kann man die Effekte der Filtertheorie als thematisierte Effekte der Egalisierung und Anomie bezeichnen.

### Rationale Medienwahl
Die Theorien der rationalen Medienwahl gehen davon aus, dass Personen Medien nach ihrer sozialen Präsenz (persönliche Nähe) und medialen Reichhaltigkeit auswählen. Je nach Anlass und Adressat werden verschiedene Formen der Vermittlung genutzt, um einen maximalen Kommunikationserfolg zu erzielen (Kosten-Nutzen-Abwägung). Ziel ist es, eine Passung zwischen Kommunikationsaufgabe und der sozialen Präsenz des Mediums zu finden. Bei richtiger Passung kann die Mediennutzung keine negativen Effekte auf die Kommunikation haben.

### Normative Medienwahl
Die Theorie der normativen Medienwahl geht davon aus, dass Medienwahlen im (betrieblichen) Alltag v. a. durch Bedienungskompetenz und soziale Normen überformt sind und nicht durch individuelle Kosten-Nutzen-Abwägungen (rationale Medienwahl) entschieden werden. Medienbewertungen sind sozial konstruiert. Insbesondere die Zuschreibung sozialer Präsenz wird durch die Bedienungskompetenz beeinflusst: Personen mit mehr Medienerfahrung stufen die computervermittelte Kommunikation als lebendiger und reichhaltiger ein und nutzen diese auch in stärkerem Maße. Die Nützlichkeitsbewertung des Umfeldes beeinflusst die eigene Bewertung und Nutzung des entsprechenden Mediums. Dementsprechend sind diverse medienbedingte Kommunikationsstörungen möglich, etwa wenn man bestimmte Medien aus Prestigegründen nutzt bzw. zu nutzen vorgibt oder sie auf Basis von Vorurteilen ablehnt. Bei Medienbeurteilungen muss man also von komplexen Wechselwirkungen ausgehen.

## Modelle
Aufbauend auf diesen Theorien, lassen sich zwei modernere Modelle ableiten, die unter anderem von Trepte und Reinecke beschrieben wurden.

### Hyperpersonal Model (HPM)
Das durch Walther (1996) entwickelte Hyperpersonal Model beinhaltet vier Komponenten: einen Sender, einen Empfänger, den Kanal und das Feedback.
- Sender und Selbstdarstellung: In der computervermittelten Kommunikation ist den Kommunizierenden nicht möglich, einander zu hören oder zu sehen. Weiterhin findet der Austausch zeitversetzt und textbasiert statt. Dies hat zur Folge, dass der Sender die von ihm preisgegebenen Informationen über sich selbst in selektiver Weise darstellen und weiterleiten kann. So eröffnet sich für den Sender die Möglichkeit, ein positives Selbstbild von sich zu schaffen, in dem beispielsweise die Aufmerksamkeit des Kommunikationspartners auf bestimmte Persönlichkeitsaspekte gelenkt wird.

- Empfänger: Das durch den Sender vermittelte Selbstbild wird durch den Empfänger auf die erhaltenen Informationen reduziert. Diese werden zugleich idealisiert und stereotypisiert. So kann beispielsweise auch ein sehr positiv gefärbter Eindruck über den Sender entstehen.
- Kommunikationskanal: Laut Walther (2011) ermöglicht die textbasierte Kommunikation, sich überlegter zu äußern und das eigene Selbstbild aktiv zu beeinflussen, da andere Eindrücke, welche bei der face-to-face Kommunikation beim Gesprächspartner entstehen würden (z. B. durch Erröten, Körpersprache), gänzlich nicht übermittelt werden.
- Feedback: Der Sender wird in seinem Kommunikationsverhalten durch ein positives oder stereotypisches Feedback vom Empfänger verstärkt und die zugeschriebenen Merkmale werden Teil der Persönlichkeit.

Das Hyperpersonal Model betrachtet als eines von wenigen Modellen der Computervermittelten Kommunikation auch die Wirkung auf den Menschen, nachdem die eigentliche Kommunikation stattgefunden hat.

### Social Model of De-Individuation (SIDE)
Siehe auch: Deindividuation
Als zweites Modell lässt sich das Social Model of De-Individuation Effects (kurz: SIDE-Modell) anführen.
Es gibt zwei bestimmende Faktoren (Determinanten), auf denen dieses Modell basiert:
- Gruppenzugehörigkeit: Basis hierfür stellt die Theorie der sozialen Identität dar. Diese unterscheidet zwischen der personalen Identität, bei der bestimmte Handlungen auf eigene Einstellungen zurückzuführen sind, und der der sozialen Identität, bei der die Handlungen von der jeweiligen Gruppe abhängig sind, der man angehört. Wichtige Phänomene hierbei sind
  - die soziale Kategorisierung: das Maß zur Bestimmung der unterschiedlich stark wahrgenommenen Zugehörigkeit zu einer Gruppe und
  - die Homogenisierung: die Tatsache, dass man die eigene Gruppe überschätzt und andere stereotypisiert
- De-Individuation: Grundlage bildet die Selbstkategorisierungstheorie. Hier werden die fließenden Übergänge zwischen personaler und sozialer Identität erwähnt. Am besten lässt sich die De-Individuation mithilfe von Anonymität untersuchen, d. h., dass der zu untersuchenden Person der Kommunikationspartner oder die -partnerin nicht bekannt ist. Der Gegensatz hierzu wäre die Identifizierbarkeit. Unter Beachtung der genannten Faktoren wird angenommen, dass ein Interaktionseffekt eintritt. Demnach wird entweder die personale oder die soziale Identität durch die Anonymität verstärkt.

Generell wird bei diesem Modell die Annahme aufgestellt, dass sich Menschen bei computervermittelter, anonymer Kommunikation anders verhalten, als wenn sie ihr Gegenüber kennen und/oder sehen würden.

## Sozialpsychologische Aspekte
Grundlegend kann festgestellt werden, dass sich die CVK sowohl positiv als auch negativ auf den Benutzer auswirken kann. Durch den Wegfall von zum Beispiel Raum- und Zeitgrenzen ergibt sich für die Benutzer ein neues Umfeld, in dem sie miteinander kommunizieren. Nach Ansicht mancher Autoren ergibt sich dadurch geradezu eine neue Gesellschaft (Cybergesellschaft), die in Bezug auf Wissens- und Gruppenkommunikation ein neues Forschungsfeld darstellt.

### Ersatz für nonverbale Kommunikation
Die direkte Kommunikation besteht nicht nur aus den ausgetauschten verbalen Nachrichten, sondern auch aus einer Fülle verschiedener nonverbaler Übermittlungen, die den Kommunikationspartnern wichtige Informationen über die Befindlichkeit, die momentane Situation oder das Auszudrückende liefern. Auf Basis dieser Zusatzinformationen können dann weitere Entscheidungen getroffen werden, die auf den Verlauf der Unterhaltung Einfluss nehmen. Durch den Wegfall dieses nonverbalen Teils der Kommunikation, wie etwa das Aussehen, Alter, Geschlecht und so weiter, fehlt dem Benutzer ein wichtiger Teil der direkten Kommunikation. Da jedoch dieser nonverbale Teil der Kommunikation oft sehr entscheidend für den Verlauf eines Gesprächs ist, haben sich verschiedene Ersatzmechanismen gebildet. Ein weit verbreiteter Ersatz für den verbalen Ausdruck der eigenen Befindlichkeit sind die sogenannten Emoticons.
Ein weiteres, verbreitetes und auf Text basierendes Ausdrucksmittel ist die ASCII-Art (englisch: American Standard Code for Information Interchange). Dabei wird aus einer bestimmten Anordnung alphanumerischer Zeichen ein Symbol oder ein Bild dargestellt. ASCII-Art ist generell aufwendiger als Emoticons. Deshalb ist sie auch nicht so geläufig oder wird nur als Signatur genommen.
Um das Fehlen von paraverbalen Botschaften, wie es sie bei der Face-to-Face-Kommunikation gibt, zu kompensieren und um ihre Botschaften zu unterstreichen, bedienen sich die Internetnutzer Sound- und Aktionswörter. Dies können in Anlehnung an die Comic-Sprache lautmalerische Ausdrücke sein oder sogenannte Inflektive, die ohne notwendig lautmalerischen Charakter Gestik, Mimik oder andere (Ausdrucks-)Handlungen in sprachlicher Kurzform verbalisieren. Typische Soundwörter sind „*argh*“ oder „*hmpf*“ für Ärger, „hihihi“ für Kichern oder auch „BOOM!“ für Erschrecken (aus dem englischen Sprachraum).
Aktionswörter haben dieselbe Funktion wie Soundwörter und sind selbsterklärend. Sie werden aus rückgebildeten Infinitiven gebildet. Beispiele hierfür sind „*zwinker*“, „*lach*“, „*staun*“, „*grins*“, „*händereib*“ oder „*kotz*“. Oft werden auch Abkürzungen und andere Begriffe aus dem Netzjargon in dieser Form geschrieben, um Zustände und Emotionen darzustellen, wobei diese trotz ihrer englischsprachigen Herkunft auch im deutschen Raum verwendet werden: „*lol*“ für „laughing out loud“ (laut auflachen), „*rofl*“ für „roll on floor laughing“ (Ich kringel mich vor Lachen auf dem Boden) und „*g*“ für „grin“ (grinsen).
Die Sprachverwendung bei computervermittelter Kommunikation ist Forschungsgegenstand der Internetlinguistik.

### Selbstoffenbarung im Internet
Ein großer Teil der Beeinflussung des Verhaltens geht von der sinkenden Hemmschwelle aus. Der Benutzer befindet sich meist in einem vertrauten Umfeld, kommuniziert vorwiegend anonym und hat dadurch einen viel größeren Abstand zum Kommunikationspartner. Der Benutzer kann sich viel ungezwungener austauschen. Dies führt unter anderem auch dazu, dass sich sehr viel schneller intimere Gespräche entwickeln können.
Folgend stellt sich auch die Frage, ob Menschen im Umfeld der CvK mehr über sich preisgeben, als im persönlichen Gespräch. Tidwell und Walther (2002) entdeckten, dass in der CvK zwei Personen mehr Wörter austauschen, als im face-to-face Gespräch. Wie tiefgründig die Gesprächsinhalte jedoch sind, hängt mit der Wortanzahl nicht zusammen. In einem weiteren Vergleich, mit vorgegebenen, emotionalisierenden Gesprächsinhalten zeigte sich, dass Menschen im Fall der CvK mehr von sich preisgeben (Joinson 2001).
Die Intensität und Art der Offenheit bei der CvK beeinflusst wiederum die Freundschaften im Netz. Viele und intensive Kontakte im Internet resultieren aus glaubwürdiger und reichlicher Selbstoffenbarung (Valkenburg & Peter, 2009; Bane, Cornish, Erspamer & Kampman, 2010; McKenna, Green & Gleason. 2002).

### Selbstdarstellung im Internet
Die Selbstdarstellung im Internet wird vor allem durch das eigene Selbstbild gesteuert. Wenn die ideale Vorstellung sich sehr stark von dem reellen Selbstbild unterscheidet, haben Menschen stärker das Bedürfnis sich selbst im Internet darzustellen und somit den Eindruck, den sie auf Andere machen, zu kontrollieren (Trepte & Reinecke, 2013). Mit dem Internet wird eine breitere Öffentlichkeit erreicht und sich selbst zu präsentieren wird einfacher. Gleichzeitig ist man im Gegensatz zu einer realen Situation online verschiedenen Interaktionspartnern ausgesetzt. Es kann daher zu konkurrierenden Selbstdarstellungszielen kommen. Je nachdem, ob Erfolge in der weiteren beruflichen Laufbahn oder Verbesserungen in zwischenmenschlichen Beziehungen erzielt werden sollen, wird zwischen materiellen und sozialen Zielen unterschieden (Leary & Kowalski, 1990). Selbstdarstellung kann in verschiedenen Kontexten stattfinden. Natürlich werden soziale Netzwerke, Homepages und Castingshows am häufigsten zur Selbstdarstellung genutzt. Auf sozialen Netzwerken und Datingseiten wird vor allem bei der Profilerstellung gelogen, um sich in einem besseren Licht zu präsentieren. Toma, Hancock und Ellison (2008) zeigten, dass bei Gewicht, Alter und Größe die meisten falschen Angaben gemacht werden, um sich selbst attraktiver aussehen zu lassen und somit ein soziales Ziel zu erreichen.
Leary und Kowalski (1990) erklären Selbstdarstellung mit dem Zweikomponenten-Modell, das sich aus den beiden Aspekten „impression motivation“ (Motivation der Selbstdarstellung) und „impression construction“ (Eindruckslenkung) zusammensetzt.

### Auswirkungen der Anonymität
Besondere Verhaltensweisen ergeben sich durch die in der CVK vermutete Anonymität, die von den meisten Nutzern als real angenommen wird:
Wird zum Beispiel der Chat betrachtet, so ist meist nur ein Spitzname als Information verfügbar. Weitere Informationen können erst durch die Kommunikation erfahren werden. Selbst wenn die hinter dem Spitznamen stehende Person bekannt ist, bleibt ein Teil der Anonymität erhalten und somit kann wiederum erst durch Informationsaustausch Einblick erlangt werden.
Auch Angriffe auf die eigene Person werden als nicht so verletzend empfunden (vergleiche Döring, 1994). Die größere Offenheit bedeutet für Mantovani (1994) jedoch nicht, dass die Anonymität zu einer Abschwächung der sozialen Normen und zu einer Deindividualisierung führen muss. Das Soziale besteht nämlich nicht nur außerhalb eines Menschen, sondern auch im Menschen und ist auch dann aktiv, wenn die Person vor einem Computer sitzt.
Eine Verhaltensweise, die durch den Abstand und die Anonymität entsteht, ist das sogenannte „gender switching“. In der computervermittelten Kommunikation ist es häufig einfach, in die Rolle des anderen Geschlechts zu schlüpfen, die Reaktionen zu erfahren und darauf zu reagieren. Auch anderweitig kann die Identität leicht gewechselt werden. Sehr oft kann dieses Verhalten bei MUD-Spielern gefunden werden.
Die große Distanz und die damit verbundene verstärkte Kontrolle über die Kommunikation ermöglicht auch schüchternen und unsicheren Benutzern ein gewünschtes Gespräch aufzubauen beziehungsweise ernstgemeinte Antworten auf gestellte Fragen zu erhalten.
Das Verhalten kann aber durchaus auch negativ beeinflusst werden. Dies führt zu Reaktionen, die bei einer direkten Kommunikation gar nicht oder nur selten auftreten. Aus der eigenen Sicherheit heraus steigt das Aggressivitätspotential, das sich zum Beispiel in heftigen Wortgefechten widerspiegelt, besser bekannt als Flaming. Es wird dabei das Internet zur Tarnung verwendet, um andere gezielt anzugreifen. Momentane Meinungen und Standpunkte werden viel schneller verfasst und versendet. Durch die asynchrone Form der Kommunikation entstehen auch große Mengen an unnötigen Informationen und Nachrichten, da zum Beispiel Fragen gestellt werden, die sich mit der kurz darauf folgenden Nachricht von selbst geklärt hätten. Auch Missverständnisse treten durch nicht so wortgewandte Ausdrucksweise der Benutzer häufiger auf. Durch das Fehlen der nonverbalen Kommunikation ist es dem Gegenüber oft gar nicht möglich, eine Aussage richtig zu deuten. Sarkastische oder ironische Nachrichten können eventuell nur mit Hilfe der vorher erwähnten Emoticons als solche identifiziert werden.

### Persönlichkeitsmerkmale
Es stellt sich die Frage, ob eine technische Entwicklung wie die CVK bestimmte Bedürfnisse des Menschen so stark verändern kann, dass es zu einer deutlichen Veränderung seiner Persönlichkeit kommt. Es hat sich jedoch zum Beispiel gezeigt, dass das in den 1980er Jahren verbreitete BTX-System die Benutzer nicht davon abgehalten hat, ihren Grundbedürfnissen, wie zum Beispiel den Einkauf von Lebensmitteln oder den Kontakt mit Mitmenschen, nachzugehen.
Eine Befragung, die diese Erkenntnis untermauert, wurde von Kneer (1994) durchgeführt. Die untenstehende Tabelle zeigt ein Ergebnis aus dieser Befragung, die in 24 verschiedene Newsgroups gepostet wurde, wobei die Frage „Wieviele Kommunikationspartner haben Sie bisher getroffen?“ untersucht wurde.
| Kommunikationspartner                         | Anzahl | Prozent |
| weniger als 5                                 | 87     | 30      |
| 5–10                                          | 91     | 30      |
| mehr als 10                                   | 120    | 40      |
| Gefundene Kommunikationspartner, Kneer (1994) |        |         |

Das Ergebnis zeigt also, dass nicht von einer Vereinsamung der Benutzer gesprochen werden kann, sondern eine Ausweitung der Kontakte durch die CVK stattfindet.
Eine Studie von Döring sollte detailliertere Aufschlüsse geben. Die 332 Probanden bestanden aus 96 % Männern im Alter zwischen 20 und 30 Jahren. Fast zwei Drittel verfügten über eine höhere Bildung und arbeiteten im Bereich der Informationstechnik. Beantwortet wurde eine standardisierte Befragung, die sowohl in gedruckter Form als auch in 15 verschiedenen Newsgroups verteilt wurde.
Die Hypothese, dass Netznutzer besonders isoliert und einsam wären konnte nicht bestätigt werden. Die Benutzer waren gut sozial integriert, 43 % von ihnen führte eine feste Beziehung. Auch bei MUD-Spielern und langjährigen Netznutzern konnte keine Reduktion der Kontakte festgestellt werden. Die oft behauptete Aussage, dass die persönlichen Kontakte durch die Netzkontakte abnehmen würden, konnte nicht belegt werden. Vielmehr zeigte sich, dass es eher zu einer Erweiterung der Kontakte kam. Außerdem wurde die Kommunikation über das Netz hauptsächlich mit Personen geführt, mit denen auch direkt kommuniziert wurde.
In der Frage, ob Netznutzung zu immer mehr Netznutzung führt, hat sich herausgestellt, dass nach einer anfänglichen Euphorie, hervorgerufen durch zum Beispiel den Erstzugang zum Internet oder Verbesserung der Verbindung, die Nutzungsdauer wieder abnimmt. Es stellt sich dann eine relativ konstante Nutzungsdauer ein. Da die CVK als eine Erweiterung der alltäglichen Aktivitäten zu sehen ist und zum Beispiel auch für geschäftliche Tätigkeiten benutzt wird, kann in diesem Zusammenhang auch nicht von einer Flucht aus der Realität gesprochen werden.

## Formen

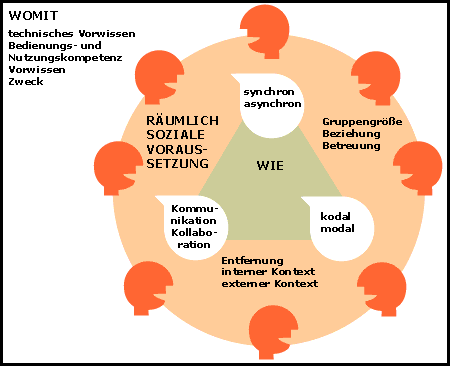
Grafisches Modell der netzbasierten Kommunikation

Die gebräuchlichste Art der Kategorisierung der computervermittelten Kommunikation ist die Unterscheidung zwischen synchroner und asynchroner Kommunikation. Es gibt jedoch auch andere Ansätze der Unterscheidung, z. B. nach der Anzahl der beteiligten Personen (one-to-one, one-to-many, many-to-one und many-to-many CVK), nach der Zusammensetzung der Gruppe und ihren Kommunikationszielen oder danach, ob die Kommunikation moderiert oder unmoderiert stattfindet.

### Asynchrone CVK
Bei der asynchronen Kommunikation wird Raum und Zeit überwunden. Somit ist keine zeitgleiche Anwesenheit von Sender und Empfänger notwendig, wie es bei der synchronen Kommunikation der Fall ist. Dies bringt den Nachteil mit sich, dass die Aufmerksamkeit des Empfängers nicht kontrolliert werden kann. Im Gegenzug bleibt asynchrone Kommunikation häufig auch im Nachhinein noch nachvollziehbar.

#### E-Mail
Die erste E-Mail wurde 1971 von dem Techniker Ray Tomlinson zwischen zwei Rechnern, die über das damalige ARPANET miteinander verbunden waren, versandt. Tomlinson war es auch der das @-Zeichen für den E-Mail-Versand definierte. Einen weiteren wichtigen Schritt setzte Eric Allman, welcher 1981 Sendmail programmierte. Mit dieser Software war es erst möglich, Nachrichten mit einem Mailprogramm gleichzeitig in verschiedene Netze zu versenden.
Die E-Mail-Kommunikation basiert auf drei Protokollen: SMTP zum Versenden sowie POP3 und IMAP zum Empfangen von Nachrichten.
E-Mail ist heutzutage zu der wichtigsten Anwendung von CVK geworden. Ein großer Vorteil von E-Mail gegenüber anderen Anwendungen der asynchronen Kommunikation sind die Möglichkeiten der Editierung, Formatierung und der Archivierung von Nachrichten. Weiterhin ist die Anwesenheit des Empfängers nicht notwendig. Die Nachricht verweilt auf den Mailserver des Providers und bei Aktivierung des Mail-Programms beim Empfänger kann dieser die Nachricht auch Tage später abrufen. Gegenüber einer nicht elektronischen Form der Nachrichtenübermittlung, wie etwa die Post, bringt E-Mail den Vorteil mit, den Empfänger innerhalb kürzester Zeit über beliebige Strecken eine Nachricht übermitteln zu können.
E-Mail wird auch für Werbeaussendungen sehr häufig genutzt. Somit kann man mit wenig Aufwand eine Vielzahl von Menschen erreichen und erspart sich das Drucken und Versenden von Werbesendungen über die Post. Ein großes Problem ist, dass manche unseriösen Unternehmungen ein leichtes Spiel haben um eine E-Mail-Adresse ausfindig zu machen und massenhaft Werbemails (Spam) versenden.

#### Mailinglisten
Mit Hilfe von nicht-computervermittelten Medien ist es sowohl zeitlich als auch finanziell sehr aufwendig, ein großes Publikum zu erreichen. Mit den Mailinglisten beziehungsweise Newsgroups ist dies möglich gemacht worden. Es gibt eine sehr hohe Anzahl an Mailinglisten. Diese sind nach Themen geordnet. Besteht Interesse an einem Thema, so trägt man sich in die Liste mit seiner E-Mail-Adresse ein. Sobald jemand einen neuen Beitrag schreibt, schickt er diesen an einen zentralen Verteiler. Diese Verteiler sind meist Computerprogramme, welche die Nachrichten entgegennehmen und automatisch diese an alle eingetragenen E-Mail-Adressen weitersendet. Somit erhält jeder Teilnehmer den Beitrag.
Mailinglisten gehören zu den asynchronen Kommunikationsarten und haben den Vorteil, dass die Beiträge automatisch zum eigenen Postfach gelangen und der Empfänger es selbst in der Hand hat, wann er die Beiträge liest oder welche er löschen will. In der Regel sind Mailinglisten öffentlich. Es gibt jedoch auch geschlossene Diskussionsgruppen. Um an diesen teilnehmen zu können, muss erst eine Teilnehmerberechtigung beim Verwalter dieser Liste eingeholt werden. Der Verwalter hat noch die Möglichkeit Beiträge zu filtern.
Die Anmeldung erfolgt üblicherweise durch eine E-Mail an das entsprechende Mailinglistenprogramm. Die selbst geschriebenen Beiträge werden einfach an den Verteiler geschickt.
Mailinglisten bringen aber auch einige Nachteile mit sich. So weiß man nie über die Qualität und der Verlässlichkeit der Liste Bescheid. Ein weiterer Nachteil ist, dass es bei sehr stark frequentierten Listen zu einer Informationsüberflutung kommt und das richtige herauszufiltern ist dann schwierig. Zu erwähnen wäre noch die Frage, wie vertrauenswürdig so eine Mailingliste ist. Das kann man im vornhinein nicht wissen.

#### Usenet
Als Geburtsstunde des Usenets wird das Jahr 1978 genannt, da in selbigen ein Programm namens UUCP in das Unix-Betriebssystem integriert wurde. Dieses Programm ermöglicht das Austauschen von Daten über die Telefonleitung.
Zuerst vor allem von Forschern und Studenten verwendet, wuchs das Datenaufkommen in den folgenden Jahren stark, und es wurden Diskussionsgruppen für alle möglichen Themen gegründet, da der Zugang auch für Personen offen war, welche nicht an einem ARPA-Projekt beschäftigt waren.
1980 waren 15 Rechner an das Usenet angeschlossen, 1985 bereits 1300. Heute besteht praktisch bei allen mit dem Internet verbundenen Rechnern die Möglichkeit, das Usenet mit seinen mehr als 15.000 Newsgroups zu nutzen.
Im März 2003 wurden in den bei Usenet.at registrierten Newsgroups der österreichischen Hierarchie rund 30.000 Postings mit einem Umfang von über 50 Megabyte versandt.
Das Usenet ist ein dezentralisiertes Netz zur Diskussion: Themen werden von keinen Organisationen oder Medienanstalten vorgegeben; das Interesse der beteiligten Personen regelt das Netz. Anderes als bei anderen Medien besteht hierbei auch ein Rückkanal, welcher den Benutzern die Möglichkeit zur asynchronen Interaktion mit anderen Usern gibt. Der Rückkanal ist beim Usenet nicht nur ergänzend, sondern existenziell, d. h. jeder Beitrag einer Person steht dann allen Usenet-Benützern zur Verfügung, und als Gesamtheit bilden diese das Netz.
Mit dem Usenet steht dem Anwender eine der effizientesten Möglichkeiten, sich themenspezifisch mit Informationen zu versorgen, zur Verfügung. Hauptgrund dafür ist die hierarchische Struktur, welche fein gegliedert ist. Wichtigste Metagruppen sind Wissenschaft (sci.*), Freizeitgestaltung (rec.*), Computer (comp.*), sozialen Angelegenheiten (soc.*) oder Neuigkeiten (news.*).
Die Gruppen der alt.*-Hierarchie enthalten ebenfalls viele Diskussionsgruppen, sie dienen unter anderem aber auch zum Austausch von Dokumenten, Bildern oder Musikdaten.
Dazu parallel existiert noch eine Gliederung nach Ländern. Die dazugehörigen Gruppen beginnen mit den Länderkürzeln, welche auch beim DNS verwendet werden. Beispielsweise at für Österreich, de für Deutschland, ch für die Schweiz oder uk für Großbritannien. In diesen länderspezifischen Newsgroups wird im Allgemeinen erwartet, dass „postings“ in der Sprache des jeweiligen Landes geschrieben werden. Fragen in anderen Sprachen werden zwar beantwortet, aber mit einem Hinweis auf die Landessprache versehen.
Es gibt zwar grundlegende Verhaltensregeln für die Benutzung, die sogenannte Netiquette, welche den Richtlinien für den Umgang mit anderen Personen und technische Details vorgibt; diese sind aber nicht immer durchsetzbar.
Die Diskussionen werden von den Usern eröffnet und geführt, jedoch über die Qualität und den Wahrheitsgehalt der angebotenen Informationen kann keine generelle Aussage getroffen werden.
Positiv für diese Art der Kommunikation ist das Fehlen von Werbung und von kommerziellen Organisationen. Dadurch und durch die vielen subjektiven Meinungen von Benutzern entsteht eine quasiobjektive Betrachtung von Dienstleistungen, Produkten und Technologien, welche Nachteile und Probleme sofort offenlegen und so andere Benutzer vor zum Beispiel Fehlkäufen bewahren kann.
Die Diskussion lebt von den Anwendern, den Experten und den Neulingen, welche sich über Neuheiten, Probleme und Hilfeaufrufen austauschen. Es stellt sich hier die Frage, warum Experten ihr Wissen unentgeltlich zur Verfügung stellen. Diese Hilfsbereitschaft ist ein äußerst interessanter Aspekt menschlichen Handelns. Durch diesen virtuellen Bekanntenkreis von Personen mit denselben Interessen kann man bei gut frequentierten Newsgroups innerhalb von Minuten eine hilfreiche Antwort erwarten.

#### Blog
Das Wort Weblog kommt aus dem Englischen und ist eine Wortkreuzung aus Web und Log. Es ist eine Webseite, die periodisch neue Einträge erhält. Die Tätigkeit des Schreibens in einem Blog nennt man Bloggen.
Die ersten Blogs kamen in der Mitte der 1990er Jahre auf. Services wie Xanga, die 1996 aufkamen, vereinfachten das Erstellen eines eigenen Weblogs, die zu dieser Zeit größtenteils Onlinetagebücher waren. Dieser Trend erfreute sich ab Ende der 90er Jahre immer größerer Beliebtheit. Xanga wuchs 1997 von 100 Blogs auf 20 Millionen bis 2005. Im neuen Jahrtausend nutzten auch immer mehr Firmen das Bloggen und außerdem entdeckten Onlinemedien diesen Trend und nutzten dies, um ihren Leserkreis zu erweitern.
Es gibt unterschiedliche Formen von Blogs, wie beispielsweise den Wahlblog (bei Wahlen), den Fotoblog (Fotografien), den Corporate Blog (offizieller Blog eines Unternehmens) und den Videoblog (enthält Videosequenzen). Ein Blog enthält unterschiedliche Elemente, wie Einträge, Kommentare und Links.
Ein Blog kann unterschiedliche Funktionen haben. Es kann zur Weitergabe von Neuigkeiten und Informationen, in regelmäßiger Zeitfolge, dienen. Das Wissen kann ausgetauscht werden. Außerdem dient es zur Pflege privater und persönlicher Kontakte. Präsentationen und eigene Arbeiten können so veröffentlicht und kommentiert werden.
Eine spezielle Form des Blogs sind Microblogs, die zumeist als eine Art öffentliches Kurznachrichtensystem funktionieren.

#### Weiteres
Webforen sind asynchrone Kommunikationsmittel ähnlich dem Usenet oder der Mailinglisten, die Kommunikation läuft dabei aber über eine spezielle Website und wird häufig moderiert.
In sozialen Netzwerken wie Facebook bilden die Teilnehmer eine Online-Community, die untereinander neben privaten Nachrichten in Form von Chats und E-Mails auch über öffentliche Gruppendiskussionen und im Besonderen über persönliche Pinnwände kommunizieren können. Diese Pinnwände agieren als asynchrones Kommunikationsmittel, sind einer Person zugeordnet, aber häufig von jedermann lesbar und mit Nachrichten befüllbar.

### Synchrone CVK
Die synchrone Kommunikation überbrückt räumliche Distanzen. Hierbei gibt es keine zeitlichen Verzögerungen, abgesehen von Störungen, welche eine fehlerfreie Dekodierung verhindern. Ein Vorteil der synchronen Kommunikation ist die zeitgleiche Anwesenheit von Sender und Empfänger. Der Sender kann sich somit sicher sein, die Aufmerksamkeit des Empfängers zu haben. Nachteilig kann sich auswirken, dass (beispielsweise in einem Chat mit mehreren Teilnehmern) verschiedene Themen gleichzeitig diskutiert werden, so dass es schwer fallen kann, einer Unterhaltung oder einem bestimmten Thema zu folgen.
Zur Verbreitung der einzelnen hierzu zählenden Online-Kommunikationsdienste zeigt eine Studie der Bundesnetzagentur von 2023, wie sich die Nutzungsanteile an der Gesamtmenge der Online-Kommunikationsdiensten in Deutschland damals verteilten, wobei Mehrfachnennungen möglich waren.

#### Chat
Chatten kommt aus dem englischen und bedeutet plaudern. Es gehört zu den populären Diensten des Internets und gehört zu den synchronen Kommunikationsarten. Zum Durchbruch verhalf dem Chatten der finnische Student Jarkko Oikarinen, welcher 1988 an der Universität von Oulu den IRC entwickelte. Er wollte damit eine Echtzeit-Diskussionsplattform schaffen. Das IRC breitete sich von Skandinavien in die USA aus. 1989 gab es weltweit 40 IRC-Server mit durchschnittlich je zwölf Benutzern.
Einen großen Einfluss hatte die Herausgabe des RFC 1459 „Internet Relay Chat Protocol“ 1993, womit das IRC-Protokoll der Öffentlichkeit zugänglich gemacht wurde.
1996 kam es zur Spaltung. Die europäischen Server spalteten sich von EFnet ab und bildeten das IRCnet. Was die Benutzerzahl betrifft, überholte das IRCnet bereits im Jahr 2000 das EFnet. Über IRCnet waren 70.000, am EFnet 50.000 User beteiligt.
Das IRC ermöglicht es, via Internet gleichzeitig mit tausenden Benutzern zu kommunizieren. Um ein einziges Durcheinander zu vermeiden, ist das IRC in Kanäle unterteilt. Jeder Kanal kann einen frei wählbaren Namen besitzen. Der Kanalname beginnt in der Regel mit einem Rautezeichen (#). Es ist weiterhin auch möglich, private Kanäle aufzubauen, um nicht erwünschte User fernzuhalten. Im IRC erhält jeder einen Nicknamen, welcher frei wählbar ist. Die Teilnehmerzahl pro Kanal ist praktisch begrenzt, da alle Nachrichten untereinander aufgelistet werden, und bei dementsprechend vielen Kommentaren stünde nur wenig Zeit zum Lesen zur Verfügung.
IRC funktioniert nach den Client/Server-Prinzip. Das IRC besteht aus einem weltweiten Netzwerk mit sehr vielen Servern. Hierbei handelt es sich in der Regel um Unix-Workstations. In diesem Netzwerk werden die gesamten Benutzerdaten und Nachrichten verwaltet. Am anderen Ende ist der sogenannte Client, das Programm, mit dem der Anwender der Zugang zum weltweiten Netzwerk erhält.
Mit der Zeit hat sich unter den Chattern eine eigene Sprache entwickelt. Häufig wird alles kleingeschrieben. Oft wird auch im Dialekt gesprochen. Ebenfalls sehr beliebt ist eine Aneinanderreihung von Satzzeichen, wie etwa Ausrufe- und Fragezeichen.
Über Instant Messaging können synchrone und asynchrone Kommunikation verbunden werden. Konversationen finden in der Regel zumeist zwei Personen, aber häufig auch in Gruppen statt. Anwesende Teilnehmer unterhalten sich wie in einem Chat, nicht anwesende Teilnehmer bekommen die Nachrichten später zugestellt, ohne wie etwa beim IRC zum Zeitpunkt des Sendens der Nachricht eingeloggt sein zu müssen.

#### Multi User Dungeon
Ein Multi User Dungeon (MUD) ist ein One-to-many-Kommunikationsweg. Begriff und Abkürzung stammen aus der Rollenspielwelt.
Die erste Generation von MUDs funktionierte technisch gesehen aus einer Kopplung von Chat-Clients und Spielen aus dem Genre der Rollenspiele und Textadventures. Die Textadventures bestehen aus Rätseln, die der Spieler mit Kombinieren und Detektivarbeit lösen kann. Rollenspiele versetzen den Spieler in den Charakter von einer oder mehreren Spielfiguren und sind vom Aufbau und Spielziel her ähnlich der Adventures. Beiden Spielarten hatten jedoch einen vorbestimmten, fix ausprogrammierten Spielweg, es fehlte die Möglichkeit mit anderen Menschen zu kommunizieren.
Ein MUD ist typischerweise ein zentraler Rechner, in den sich die Mitspieler einloggen. Dann dürfen die Mitspieler für ihre Spielfigur einen Namen und einen Charakter auswählen, oder einen neuen erschaffen. Über diese Spielfigur interagiert der Spieler dann mit der vom Spielgründer erschaffenen „toten“ Umgebung und den anderen Mitspielern. Je nach Art des MUDs kann der Spieler mit den anderen kämpfen, miteinander reden, Wege zur Lösung eines bestimmten Problems vorschlagen, Informationen austauschen oder Fragen stellen.
Das Konstrukt des MUD ist sozial äußerst interessant, stellt es doch einen Mikrokosmos der verschiedensten Personen da. Die Möglichkeit mit anderen Allianzen zu bilden um sich selbst zu schützen oder etwa auch andere Spieler anzugreifen um einen Vorteil zu erlangen und „zu gewinnen“ ist ein Spiegel unserer Gesellschaft.
Besonders ist noch, dass der MUD immer läuft, egal ob man persönlich mitspielt oder nicht. Ein Spiel in einem MUD kann man nicht abspeichern, steigt man aus so entwickelt sich der MUD durch das Spielen der anderen User weiter. Dies kreiert immer neue Szenarien, an die sich der Spieler bei seinem nächsten Einstieg schnell anpassen muss, um weiterzukommen. Deshalb ist ein MUD auch eine Mischform aus asynchroner und synchroner Kommunikation, während des Spielens ist er synchron und von einem Spielausstieg bis zum Wiedereinstieg ist er asynchron, da ja andere Spieler weitermachen.
Mittlerweile gibt es auch andere Formen der Online-Spiele, etwa MMORPGs oder Browserspiele. Zudem bieten auch viele andere Computerspiele einen Online-Multiplayer-Modus an, der in aller Regel ebenfalls eine Kommunikationskomponente enthält. Multiplayerspiele, die über ein lokales Netzwerk gespielt werden oder durch die direkte Kopplung zweier Geräte funktionieren, stellen eine Möglichkeit der computervermittelten Kommunikation ohne Nutzung des Internets dar.

#### Videokonferenzen
Ein weiteres synchrones Kommunikationsmittel ist die Videokonferenz. Hierbei ist es möglich, dass es zwei oder mehrere Personen an geographisch unterschiedlichen Orten ermöglicht wird, synchron miteinander per Ton und bewegten Bildern zu kommunizieren.
Auf Grund der heutigen Kapazität ist auch der Privatgebrauch von Videokonferenzen möglich geworden. Bei einer geringen Übertragungsrate sind Bildrate und Schärfe der bewegten Bereiche schlecht. Bei steigender Datenrate wird allerdings der Einfluss von Bewegungen deutlich geringer.
Bei Videokonferenzen wird zwischen zwei Arten unterschieden. Das wären die Desktop-Videokonferenzen, die direkt auf den Arbeitsplatzrechner mit Kamera und Mikrofon installiert sind. Diese Art von Videokonferenzen wird von den meisten Privatnutzern verwendet. Als zweites wären noch die Studio-Videokonferenzen zu erwähnen. Für diese werden spezielle Räume eingerichtet um eine bessere Qualität zu erzielen. Auf Grund dieser höheren Qualität werden zur Übertragung Breitbandnetze genutzt. Im Gegensatz zu den Desktop-Videokonferenzen werden die Studio-Videokonferenzen unter anderem aufgrund der höheren Kosten hauptsächlich von Unternehmen verwendet.
Untersuchungen der Telekom haben ergeben, dass bei Videokonferenzen ein höheres Maß an Disziplin in der Gesprächsführung zu erkennen ist. Die Anzahl der Unterbrechungen und Überschneidungen ist bei Videokonferenzen also niedriger als bei normalen Face-to-face-Arbeitssitzungen. Studien von Wissenschaftlern hingegen behaupten genau das Gegenteil. Weitere Unterschiede zwischen Videokonferenzen und Face-to-face-Konferenzen sind (Weinig, 1996; Meyer, 1999):
- In Videokonferenzen wird in kürzerer Zeit oft mehr miteinander geredet. Der Grund dafür liegt vor allem an den weitaus kürzeren Pausen im Gespräch.
- Die Gesprächsbeteiligung ist eher gleichmäßig verteilt.
- Die Häufigkeit der nonverbalen Zeichen ist in Videokonferenzen ebenfalls erhöht.
- Vor allem ungeübte Teilnehmer empfinden Videokonferenzen als unnatürlich und es besteht die Gefahr der Frontenbildung (lokale Solidarität).
- Die Qualität der erarbeiteten Lösungen ist zum Teil besser. Es liegen aber in gewissen Bereichen auch gegenteilige Befunde vor (zum Beispiel: in der Technik).

Für Unternehmungen, aber auch für Privatpersonen ergeben sich durch Anwendungen von Videokonferenzen gewisse Vorzüge:
- Eine Reduktion der Reisekosten und Reisezeit – dies trifft vor allem bei Routinebesprechungen zu;
- Größere Flexibilität und Geschwindigkeiten im Prozess der Entscheidungsfindung;
- Ein weiterer Vorteil stellt die Videokomponente dar. Man verspricht sich daraus eine bessere (nachhaltigere) Gedächtnisleistung und eine effektivere Kommunikation und Einflussnahme (im Vergleich zu Brief, Telefon, E-Mail etc.) durch Verfügbarkeit nonverbaler Zeichen, die in das Gespräch mit einfließen.

Wie bei den meisten computervermittelten Kommunikationsarten gibt es aber nicht nur Vorteile, sondern auch Nachteile beziehungsweise Probleme. Einige dieser Probleme bei Videokonferenzen wären (Fussel & Benimoff, 1995; Meyer 1999):
- Bei Videokonferenzen treten vielfältige Kommunikationsprobleme auf, zum Beispiel: die Steuerung des Rederechts wird ohne direkten Blickkontakt erschwert, auf Grund der möglichen Zeitverzögerung und Wegfall gewohnter Gesten kann es zu Unsicherheiten bei Gesprächspartnern führen oder einige Handlungsoptionen (Seitengespräche) entfallen.
- Es besteht kein gemeinsamer physikalischer und sozialer Kontext, dadurch sind einige universelle Handlungsprobleme (zum Beispiel Begrüßung) nicht mehr wie gewohnt zu lösen.
- Kommunikations- und Handlungsprobleme führen schnell zu Missverständnissen, die zum Teil bewusst übergangen werden, um sich einem gewissen Aufwand zu entziehen.

Zusammenfassend wäre zu sagen, dass Videokonferenzen eine eigene Gesetzesmäßigkeit aufweisen und bei Beachtung dieser sich einige Vorteile in der Kommunikation ergeben. Wenn die entstehenden Vorteile stärker zum Tragen kommen als die Nachteile, oder aber wenn Nachteile anderweitig kompensiert werden können, hat es Sinn, Videokonferenzen durchzuführen.

#### Internet-Telefonie
Internet-Telefonie oder auch IP-Telefonie (englisch: Internet Protocol) bezeichnet das Telefonieren über Rechnernetze. Dabei werden für die Telefonie typische Informationen, wie Sprache, über ein Netz übertragen. Die Verbindung kann entweder über spezielle Telefonendgeräte oder Adapter hergestellt werden.
Die Geschichte dieser Technik der Sprachübertragung in Rechnernetzen reicht bis in die 1970er zurück. Internettelefonie, wie wir sie heute kennen, wurde jedoch erst 1995 von der israelischen Firma Vocaltec ermöglicht. Anfangs war die Qualität der Sprachübertragung sehr schlecht, weshalb diese Innovation zunächst keinen Anklang fand. Erst mit einer Verbesserung der Technik im neuen Jahrtausend stieg auch die Nachfrage an. Nicht zuletzt durch die Einführung der kostenlosen Software Skype im Jahr 2003 ist Internettelefonie heute sehr beliebt.
Funktionsprinzip
Wie bei der herkömmlichen Telefonie besteht das Telefongespräch bei der IP-Telefonie aus drei Vorgängen: 1. Verbindungsaufbau, 2. Gesprächsübertragung, 3. Verbindungsabbau.
Um eine Verbindung zu seinem Gesprächspartner herzustellen, muss die aktuelle IP-Adresse des Systems bekannt sein. Die Sprache wird analog mit einem Mikrofon erfasst. Die Sprachsignale werden dann digitalisiert, eventuell komprimiert und schließlich über ein Netz in kleinen Paketen übertragen.

#### Weiteres
Über Screen-Sharing können Bildschirminhalte geteilt werden, was beispielsweise zur Fernwartung oder dem verteilten Halten von Präsentationen genutzt wird. Groupware, Software zur Unterstützung der Zusammenarbeit in einer Gruppe über zeitliche oder räumliche Distanz hinweg, nutzt Screen-Sharing als einen möglichen Kommunikationsweg neben E-Mail, Chats, Wikis und Videokonferenzen.

## Abgrenzung als Kommunikationstyp
Es können nach Kuhlen (2001) drei unterschiedliche Typen der Kommunikation unterschieden werden.
Typ 1: Face-to-Face-Kommunikation (FTF / F2F)
Diese Form der Kommunikation findet direkt und unmittelbar statt. Der bzw. die Kommunikationspartner sind physisch anwesend. Eine solche Kommunikation kann z. B. in einem Kaffee mit Freunden stattfinden. Diese Kommunikation erfolgt mit sprachlichen, prosodischen, nonverbalen, haptischen und sozialen Informationen und ist kaum formalisiert.
Typ 2: Face-to-File-Kommunikation (FF)
Bei dieser Form der Kommunikation erfolgt ein einseitiger Informationsaustausch. Beispielsweise erfolgt diese Art der Kommunikation beim Lesen eines Textes, ohne dass ein Rückkanal genutzt und Feedback an den Autor bzw. den Autoren gesendet wird. Diese Kommunikation erfolgt ohne prosodische, haptische und soziale Informationen. Weiter ist diese Art der Kommunikation nonverbal und stark formalisiert.
Typ 3: Face-File-Face-Kommunikation (FFF)
Bei der Face-File-Face-Kommunikation werden Informationen ausgetauscht und es erfolgt ein Feedback über einen Rückkanal. Dies ist z. B. bei Blogs oder Foren gegeben, da die Autoren direkt oder indirekt auf die Inhalte angesprochen werden können und ein Feedback erfolgt. Diese Kommunikation erfolgt ohne prosodische und haptische Informationen. Die Kommunikation ist nonverbal und soziale Informationen können bekannt sein. Durch Konventionen ist diese Form der Kommunikation formalisiert.
Nach Kuhlen entspricht CVK dem Typ 3 (FFF).